# Alfa-1A adrenergički receptor
Alfa-1A adrenergički receptor (α1A adrenoreceptor, ADRA1A, alfa-1C adrenergički receptor) je alfa-1 adrenergički receptor. On je kodiran  humanim genom.

## Receptor
Postoje 3 tipa alfa-1 adrenergičkog receptora: alfa-1A, -1B i -1D, svi od kojih prenose signal kroz Gq/11 familiju G-proteina. Različiti podtipovi pokazuju različite oblike aktivacije.

## Gen
Alternativno splajsovanje ovog gena proizvodi različite transkriptne varijante, koje kodiraju četiri izoforme sa distinktinim C-terminusima. One imaju slična svojstva u pogledu vezivanja liganda.

## Ligandi

### Agonisti
- 6-(5-fluoro-2-pirimidin-5-il-fenil)-6,7-dihidro-5H-pirolo[1,2-a]imidazol ; dobra selektivnost u odnosu na α1B, α1D i α2A tipove[3]
- više parcijalnih agonista sa imidazolnom osnovom[4][5]

### Antagonisti
- tamsulosin: za lečenje benignog uvećanja prostate

## Literatura
1. 1 2  „Entrez Gene: ADRA1A adrenergic, alpha-1A-, receptor”.
2. ↑  SZ, Langer (1998). „Nomenclature and state of the art on alpha1-adrenoceptors”. Eur. Urol. 33 Suppl 2: 2—6. PMID 9556189. doi:10.1159/000052227.
3. ↑  Roberts LR, Fish PV, Ian Storer R, Whitlock GA (2009). „6,7-Dihydro-5H-pyrrolo[1,2-a] imidazoles as potent and selective alpha(1A) adrenoceptor partial agonists”. Bioorg. Med. Chem. Lett. 19 (11): 3113. PMID 19414260. doi:10.1016/j.bmcl.2009.03.166.
4. ↑  Whitlock GA, Brennan PE, Roberts LR, Stobie A (2009). „Potent and selective alpha(1A) adrenoceptor partial agonists-Novel imidazole frameworks”. Bioorg. Med. Chem. Lett. 19 (11): 3118. PMID 19394220. doi:10.1016/j.bmcl.2009.03.162.
5. ↑  Roberts LR, Bryans J, Conlon K, McMurray G, Stobie A, Whitlock GA (2008). „Novel 2-imidazoles as potent, selective and CNS penetrant alpha1A adrenoceptor partial agonists”. Bioorg. Med. Chem. Lett. 18 (24): 6437—40. PMID 18980842. doi:10.1016/j.bmcl.2008.10.066.

## Further reading
- Mátyus P, Horváth K (1998). „Alpha-adrenergic approach in the medical management of benign prostatic hyperplasia.”. Med Res Rev. 17 (6): 523—35. PMID 9359081. doi:10.1002/(SICI)1098-1128(199711)17:6<523::AID-MED2>3.0.CO;2-3.
- Hoehe MR, Berrettini WH, Schwinn DA, Hsieh WT (1993). „A two-allele PstI RFLP for the alpha-1C adrenergic receptor gene (ADRA1C).”. Hum. Mol. Genet. 1 (5): 349. PMID 1363873. doi:10.1093/hmg/1.5.349-a.
- DA, Schwinn; Lomasney JW; Lorenz W (1990). „Molecular cloning and expression of the cDNA for a novel alpha 1-adrenergic receptor subtype.”. J. Biol. Chem. 265 (14): 8183—9. PMID 1970822.
- A, Hirasawa; Shibata K; Horie K (1995). „Cloning, functional expression and tissue distribution of human alpha 1c-adrenoceptor splice variants.”. FEBS Lett. 363 (3): 256—60. PMID 7737411. doi:10.1016/0014-5793(95)00330-C.
- Diehl NL, Shreeve SM (1995). „Identification of the alpha 1c-adrenoceptor in rabbit arteries and the human saphenous vein using the polymerase chain reaction.”. Eur. J. Pharmacol. 268 (3): 393—8. PMID 7805763.
- DA, Schwinn; Johnston GI; Page SO (1995). „Cloning and pharmacological characterization of human alpha-1 adrenergic receptors: sequence corrections and direct comparison with other species homologues.”. J. Pharmacol. Exp. Ther. 272 (1): 134—42. PMID 7815325.
- DH, Weinberg; Trivedi P; Tan CP (1994). „Cloning, expression and characterization of human alpha adrenergic receptors alpha 1a, alpha 1b and alpha 1c.”. Biochem. Biophys. Res. Commun. 201 (3): 1296—304. PMID 8024574. doi:10.1006/bbrc.1994.1845.
- C, Forray; Bard JA; Wetzel JM (1994). „The alpha 1-adrenergic receptor that mediates smooth muscle contraction in human prostate has the pharmacological properties of the cloned human alpha 1c subtype.”. Mol. Pharmacol. 45 (4): 703—8. PMID 8183249.
- A, Hirasawa; Horie K; Tanaka T (1993). „Cloning, functional expression and tissue distribution of human cDNA for the alpha 1C-adrenergic receptor.”. Biochem. Biophys. Res. Commun. 195 (2): 902—9. PMID 8396931. doi:10.1006/bbrc.1993.2130.
- Tseng-Crank J; Kost T; Goetz A (1996). „The alpha 1C-adrenoceptor in human prostate: cloning, functional expression, and localization to specific prostatic cell types.”. Br. J. Pharmacol. 115 (8): 1475—85. PMC 1908895 . PMID 8564208.
- K, Shibata; Hirasawa A; Moriyama N (1997). „Alpha 1a-adrenoceptor polymorphism: pharmacological characterization and association with benign prostatic hypertrophy.”. Br. J. Pharmacol. 118 (6): 1403—8. PMC 1909672 . PMID 8832064.
- DJ, Chang; Chang TK; Yamanishi SS (1998). „Molecular cloning, genomic characterization and expression of novel human alpha1A-adrenoceptor isoforms.”. FEBS Lett. 422 (2): 279—83. PMID 9490024. doi:10.1016/S0014-5793(98)00024-6.
- DV, Daniels; Gever JR; Jasper JR (1999). „Human cloned alpha1A-adrenoceptor isoforms display alpha1L-adrenoceptor pharmacology in functional studies.”. Eur. J. Pharmacol. 370 (3): 337—43. PMID 10334511. doi:10.1016/S0014-2999(99)00154-5.
- F, Cogé; Guenin SP; Renouard-Try A (1999). „Truncated isoforms inhibit [3H]prazosin binding and cellular trafficking of native human alpha1A-adrenoceptors.”. Biochem. J. 343 Pt 1: 231—9. PMC 1220546 . PMID 10493934. doi:10.1042/0264-6021:3430231.
- XL, Rudner; Berkowitz DE; Booth JV (1999). „Subtype specific regulation of human vascular alpha(1)-adrenergic receptors by vessel bed and age.”. Circulation. 100 (23): 2336—43. PMID 10587338.
- LM, Ballou; Cross ME; Huang S (2000). „Differential regulation of the phosphatidylinositol 3-kinase/Akt and p70 S6 kinase pathways by the alpha(1A)-adrenergic receptor in rat-1 fibroblasts.”. J. Biol. Chem. 275 (7): 4803—9. PMID 10671514. doi:10.1074/jbc.275.7.4803.
- Keffel S, Alexandrov A, Goepel M, Michel MC (2000). „alpha(1)-adrenoceptor subtypes differentially couple to growth promotion and inhibition in Chinese hamster ovary cells.”. Biochem. Biophys. Res. Commun. 272 (3): 906—11. PMID 10860850. doi:10.1006/bbrc.2000.2850.
- JG, Richman; Brady AE; Wang Q (2001). „Agonist-regulated Interaction between alpha2-adrenergic receptors and spinophilin.”. J. Biol. Chem. 276 (18): 15003—8. PMID 11154706. doi:10.1074/jbc.M011679200.
- K, Shibata; Katsuma S; Koshimizu T (2003). „alpha 1-Adrenergic receptor subtypes differentially control the cell cycle of transfected CHO cells through a cAMP-dependent mechanism involving p27Kip1.”. J. Biol. Chem. 278 (1): 672—8. PMID 12409310. doi:10.1074/jbc.M201375200.

## Spoljašnje veze
- „α1A-adrenoceptor”. IUPHAR Database of Receptors and Ion Channels. International Union of Basic and Clinical Pharmacology. Архивирано из оригинала 22. 11. 2020. г.